# 6206 Corradolamberti
A 6206 Corradolamberti (ideiglenes jelöléssel 1985 TB1) a Naprendszer kisbolygóövében található aszteroida. Edward L. G. Bowell fedezte fel 1985. október 15-én.